# Ясын-Сокан
Ясын-Сокан (ног. Ясын Соккан - пораженный молнией) — село в Красноярском районе Астраханской области, в составе Джанайского сельсовета. Население — 622 человека (2017).

Место компактного проживания ногайцев-карагашей.

## История
Согласно "Памятной книжке Астраханской Губернии на 1899 год" основано в 1861 году. Село относилось к Хожетаевской волости Красноярского уезда. Первыми поселенцами стали кундровские татары (ногайцы-карагаши), уроженцы села Хожетаевка. 

## География
Село расположено в пределах Прикаспийской низменности, в дельте реки Волги, Волго-Ахтубинской поймы, у протоки Ахтуба и ерика Кашгир.
Уличная сеть состоит из двух географических объектов: ул. 1 Мая и ул. Набережная.
Климат
Резко континентальный, крайне засушливый (согласно классификации климатов Кёппена-Гейгера — Bsk). Среднегодовая температура воздуха положительная и составляет около 10 °C, расчётная многолетняя норма осадков — около 210 мм.

## Население
| 2002 | 2010 | 2013 | 2014 | 2017 |
| ---- | ---- | ---- | ---- | ---- |
| 495  | ↗556 | ↗708 | ↘660 | ↘622 |

Национальный и гендерный состав
По данным Всероссийской переписи, в 2010 году численность населения посёлка составляла 556 человек (269 мужчин и 287 женщин, 48,4 и 51,6 %% соответственно).
Согласно результатам переписи 2002 года, в национальной структуре населения ногайцы составляли 48 %, татары 45 % из 497 жителей.

## Инфраструктура
Функционирует фельдшерско-акушерский пункт, Дом культуры, библиотека, детский сад.

## Транспорт
Остановка общественного транспорта «Ясын-Сокан».

## Фотогалерея

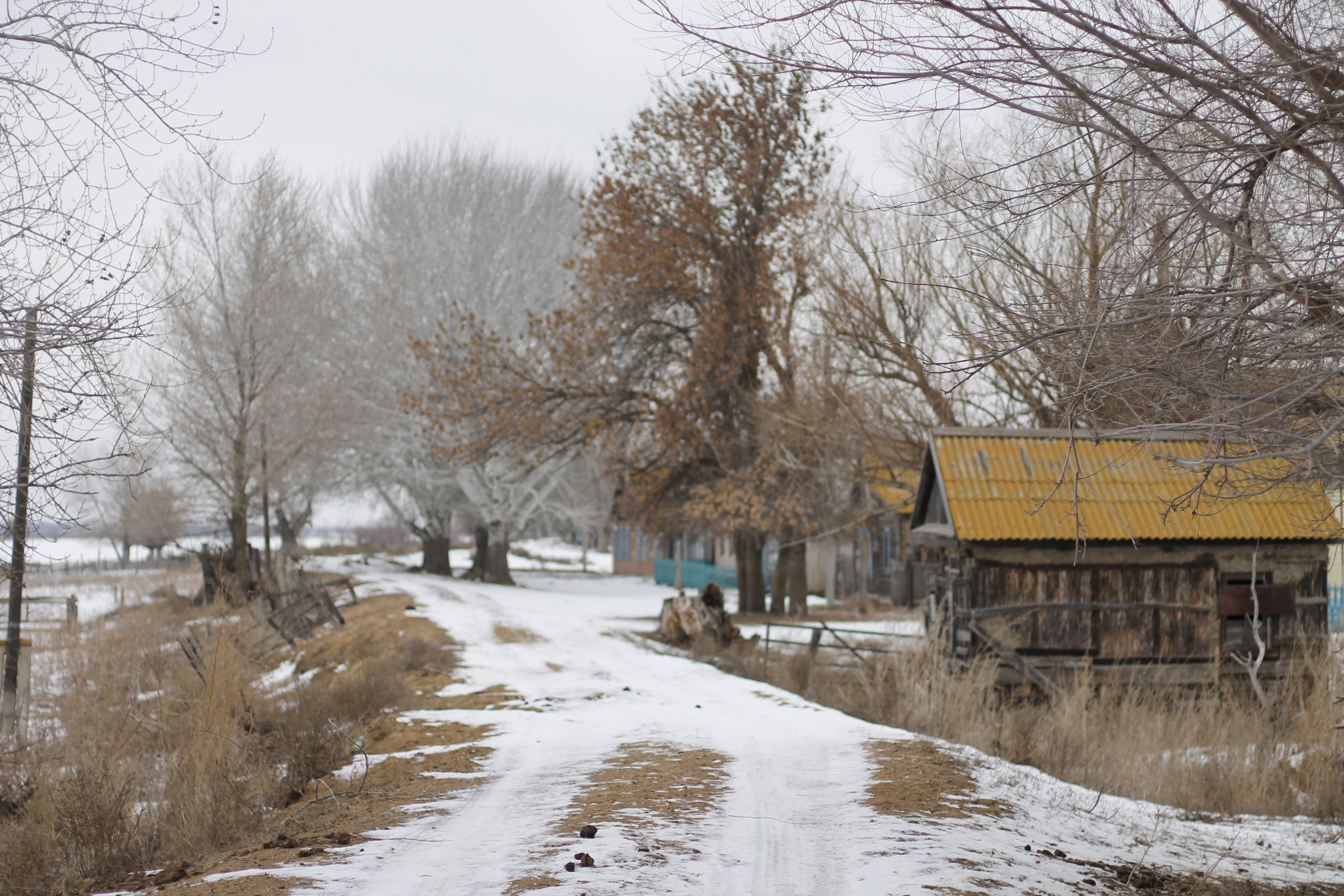
Набережная улица в Ясын-Сокане
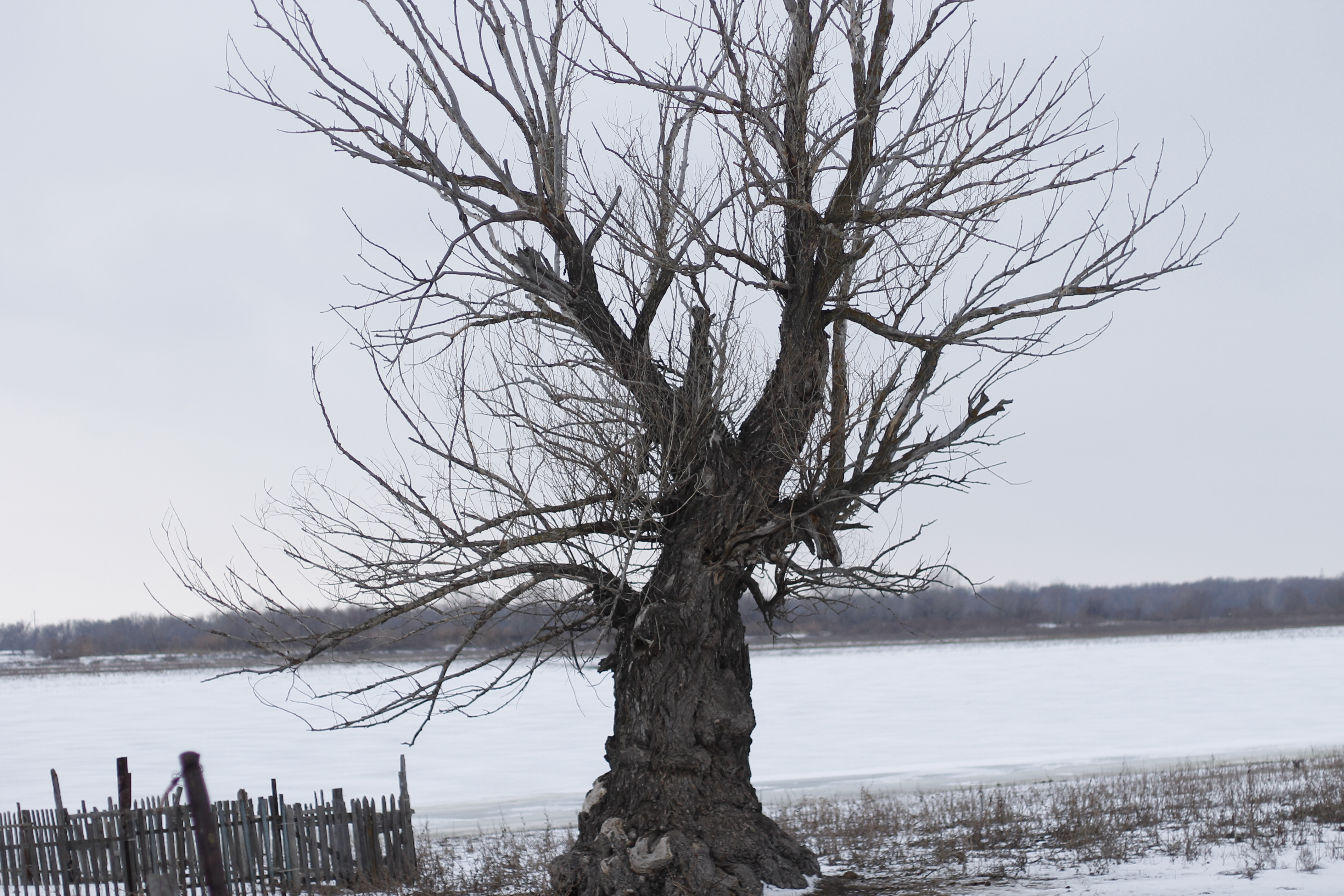
Дерево на берегу Ахтубы
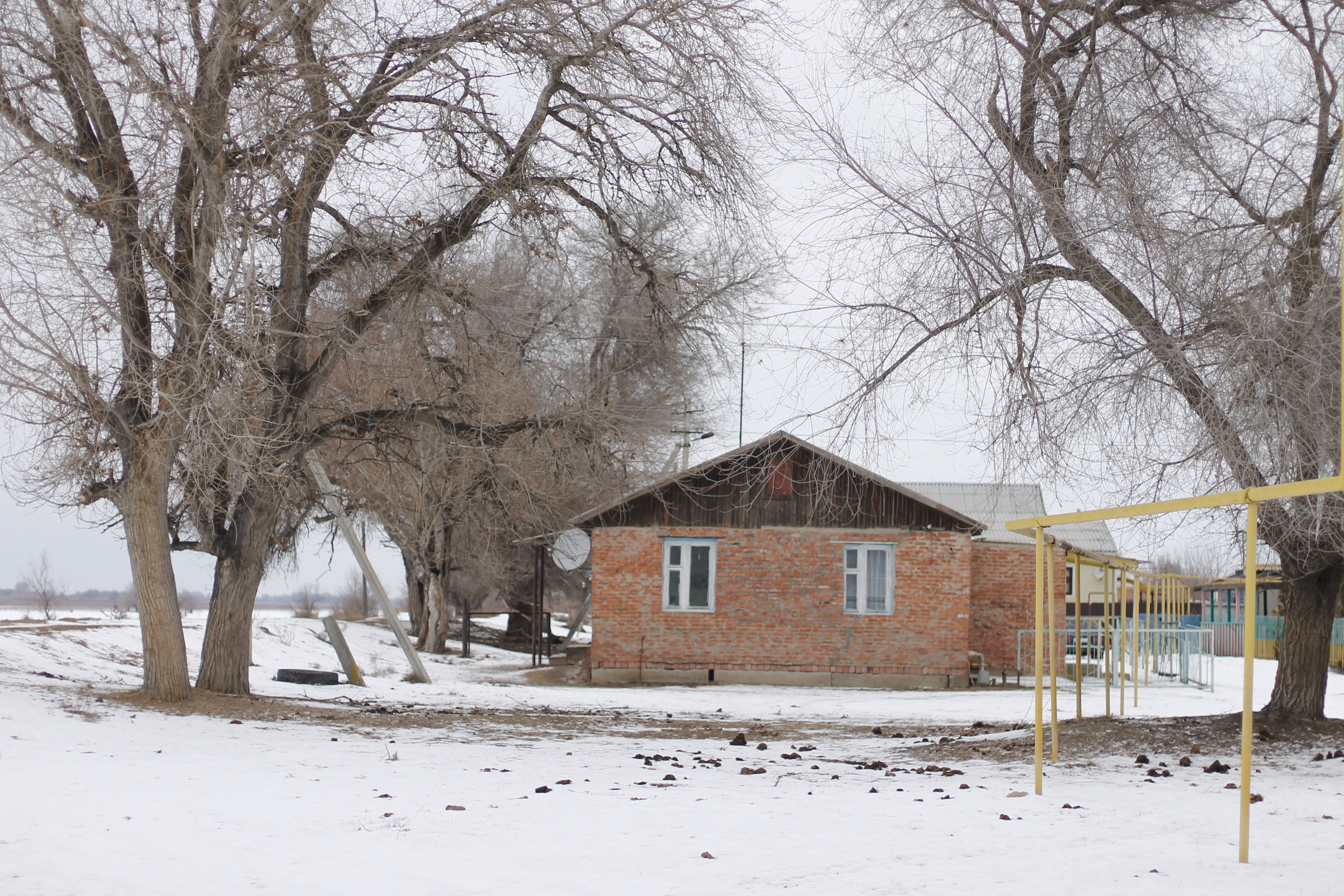
Кирпичное здание в центре села
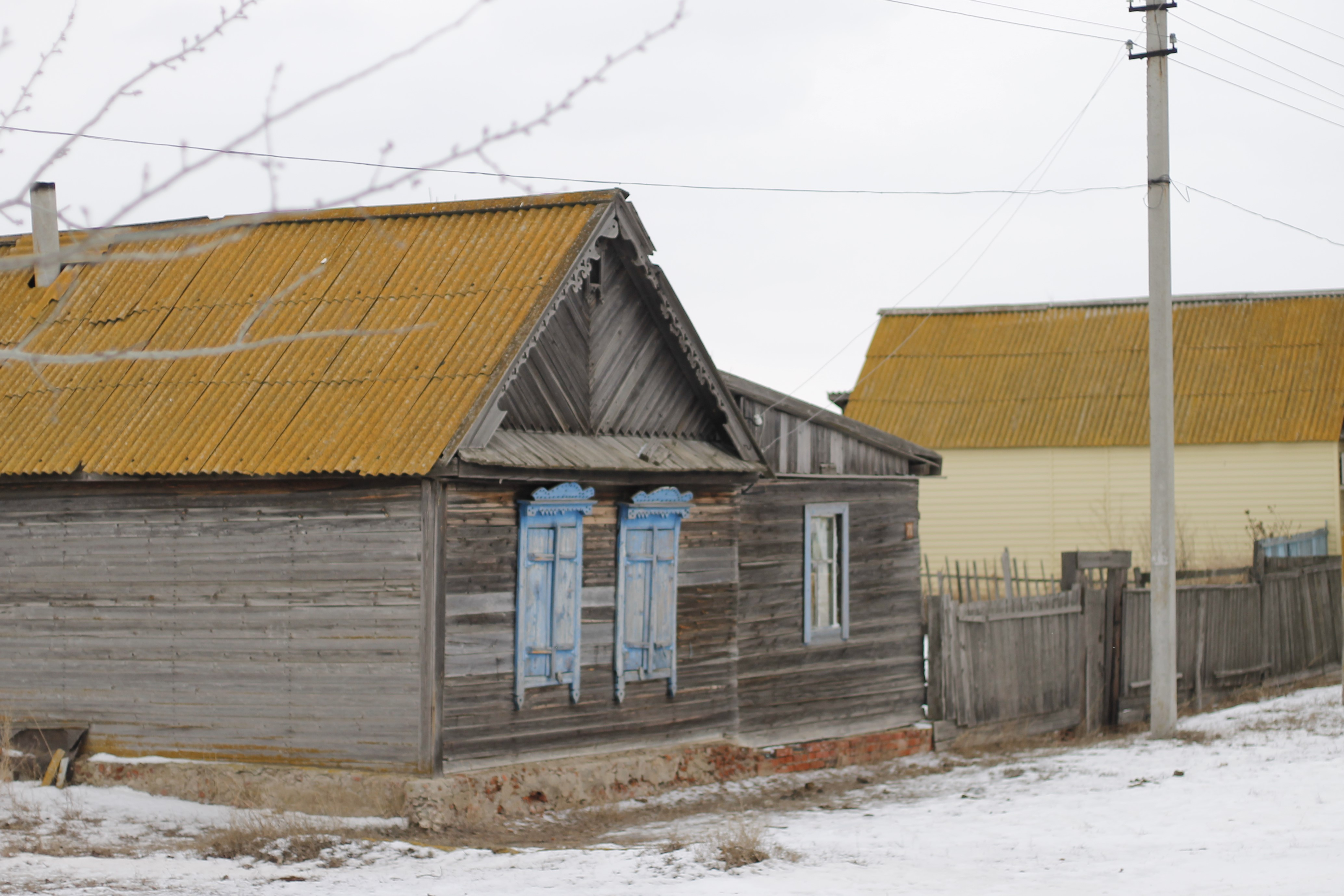
Деревянный дом на Набережной улице
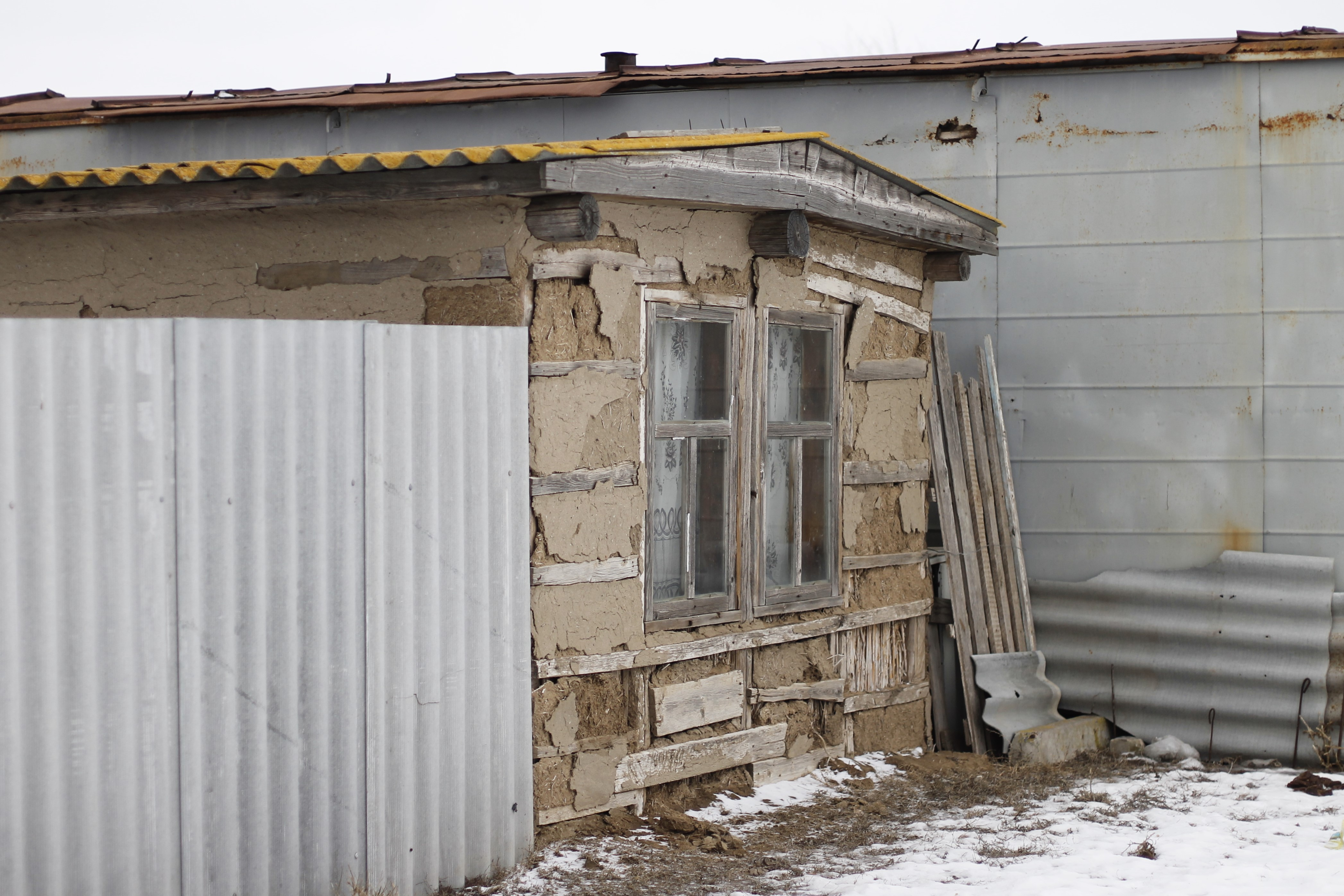
Камышитовый сарай в Ясын-Сокане
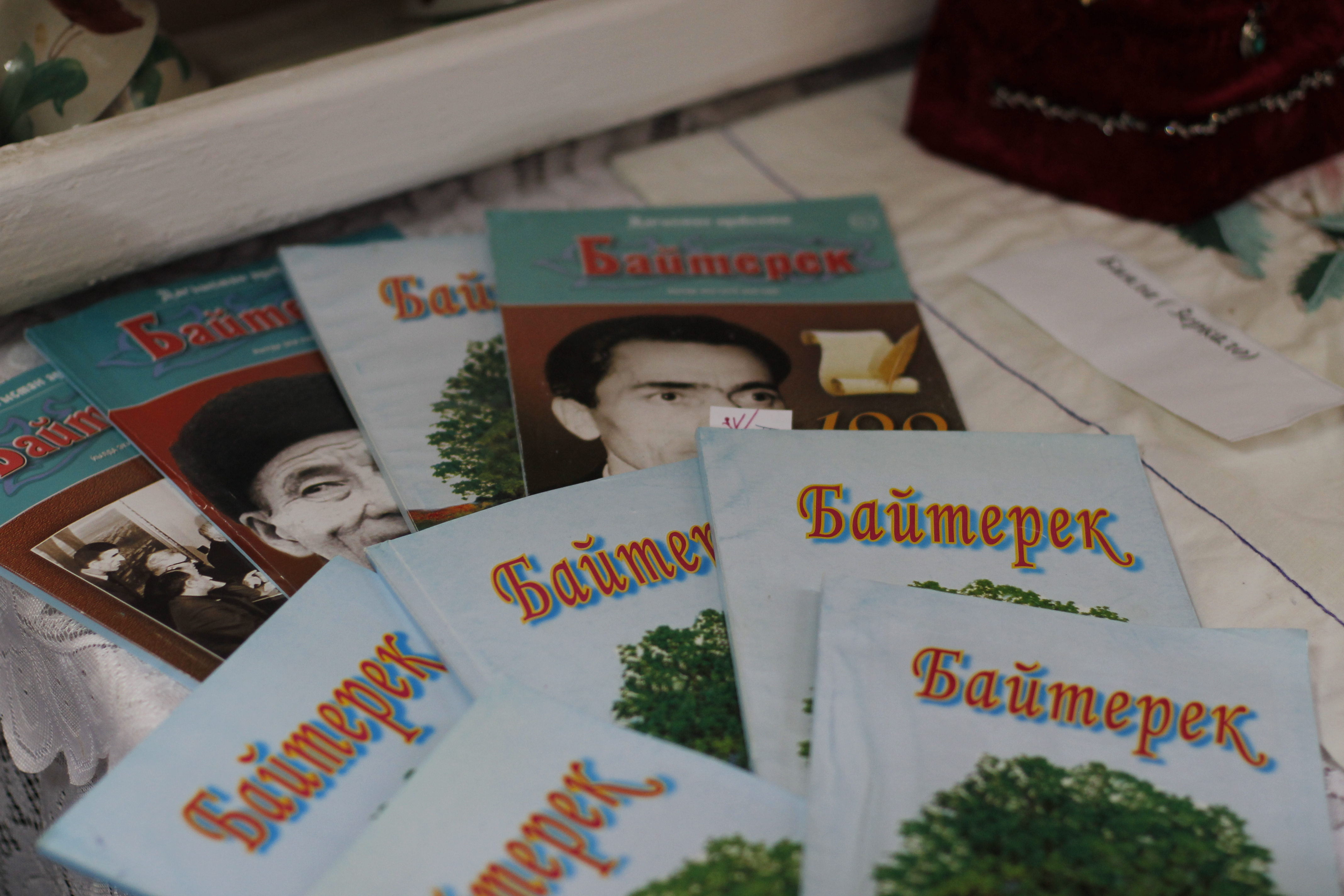
Ногайские журналы в сельской библиотеке
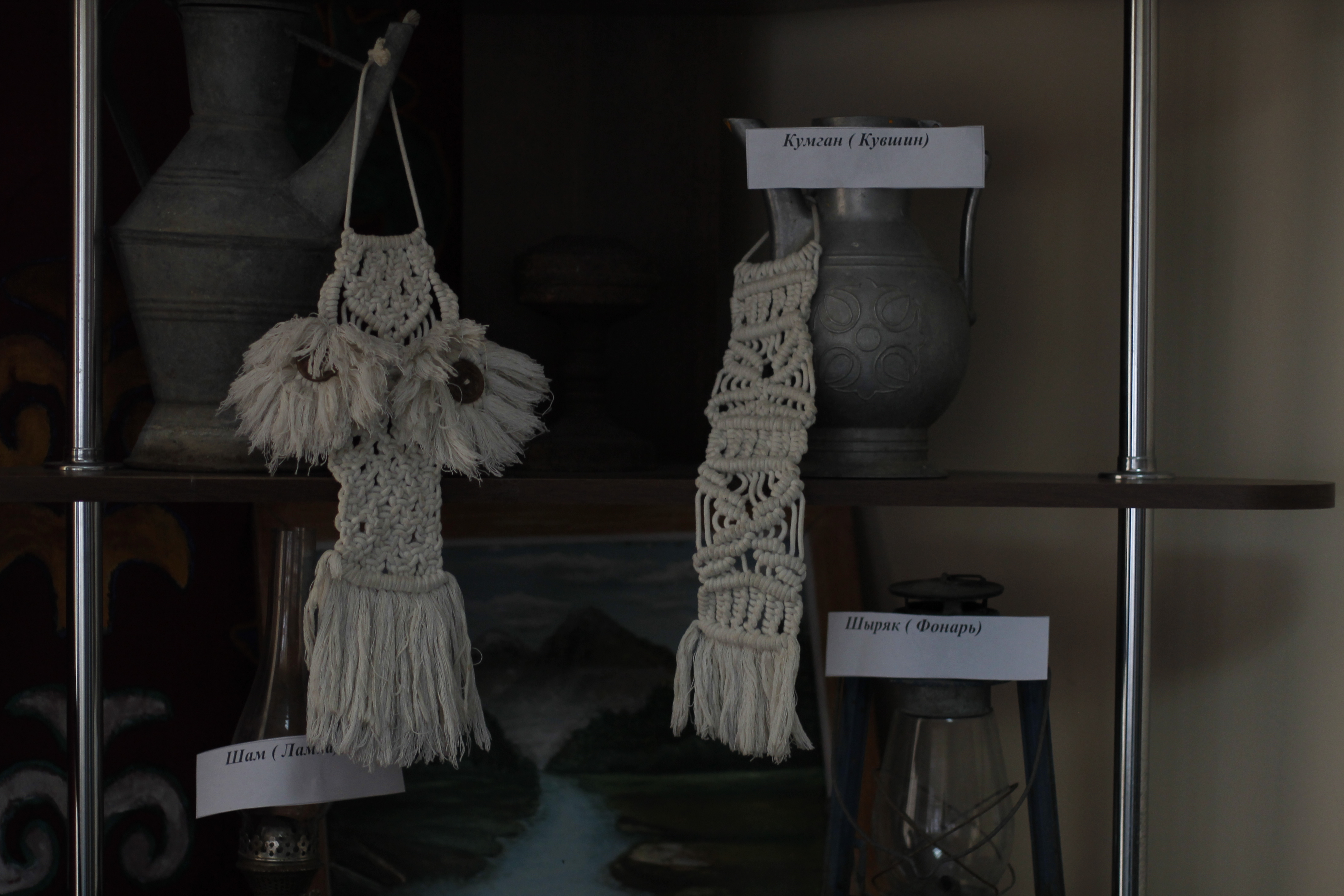
Предметы ногайского быта в музее при сельском ДК
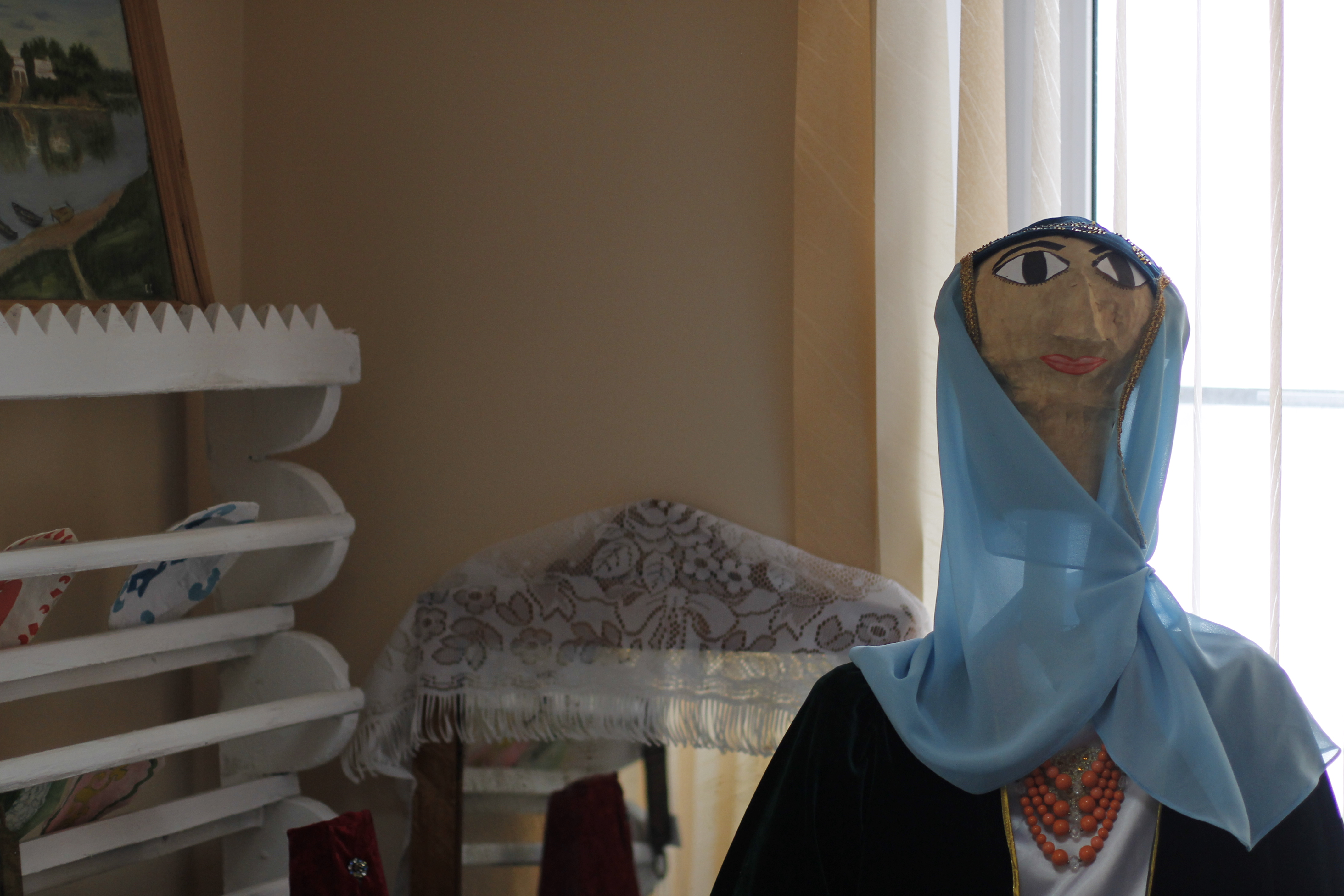
Элементы ногайского костюма в музее при сельском ДК